# Isistempel (Benevento)

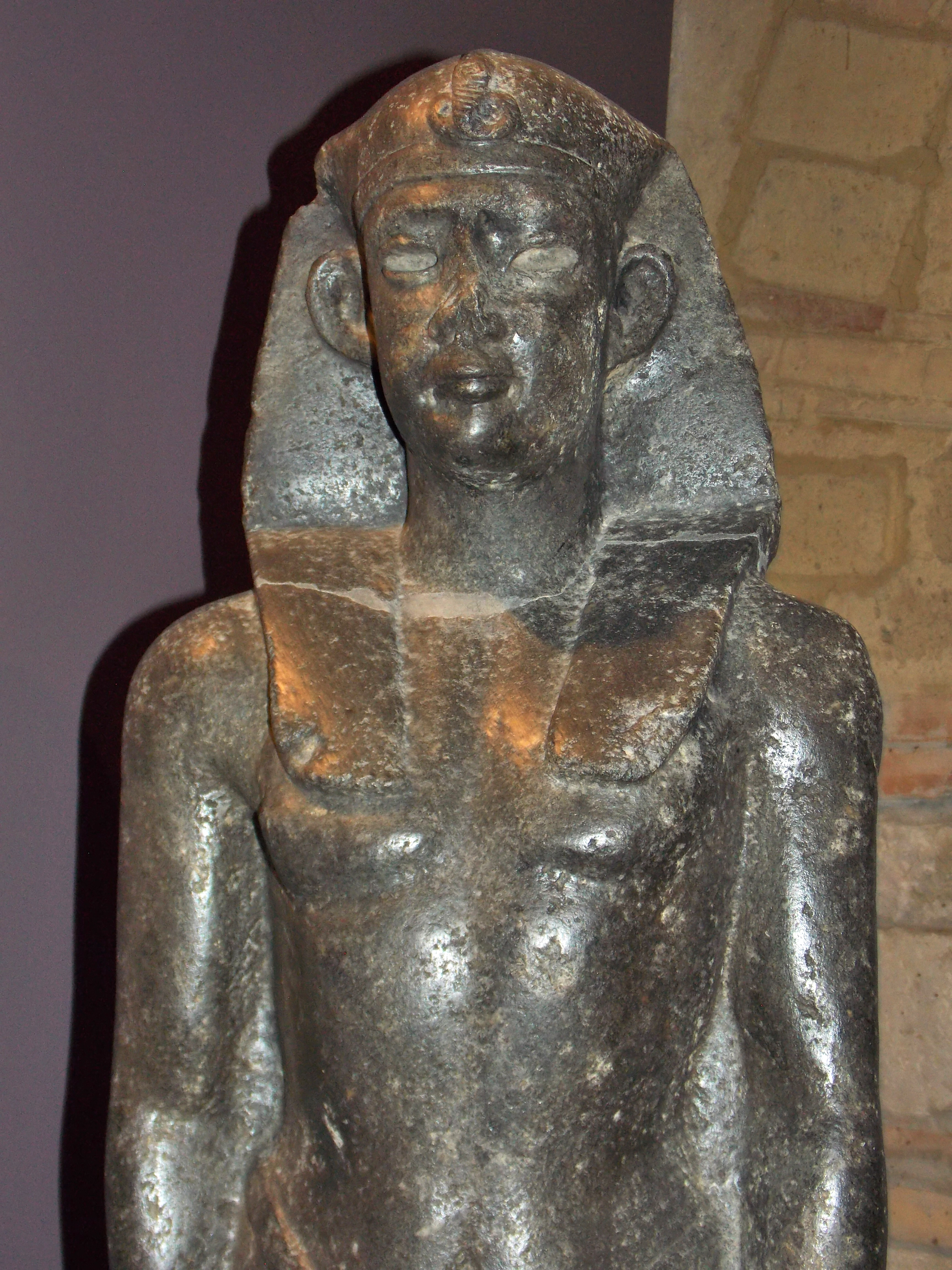
Keizer Domitianus als farao

De Isistempel (1e eeuw) in de Romeinse stad Beneventum of Benevento ontstond in de jaren 88-89 tijdens het bestuur van keizer Titus Flavius Domitianus. In de tempel vereerden de Romeinen de Egyptische godin Isis. 
De Isistempel heeft verder bestaan vermoedelijk tot de 3e eeuw, ten laatste de 4e eeuw met de opkomst van het christendom.

## Beschrijving
Er bestaat geen archeologische opgraving van de tempel. De bouw van de tempel wordt vermeld op twee obelisken in Benevento; de beide obelisken vermelden als bouwheer Lucilius Rufus die dit deed in opdracht van keizer Domitianus. De tekst op de obelisken bevat verder een lofprijzing aan Domitianus omwille van zijn overwinningen. De obelisken flankeerden de ingang van de tempel. Kunsthistorici sluiten niet uit dat stukken van de Isistempel herbruikt werden in andere gebouwen van de stad.
De Isiscultus werd vanuit de haven van Pozzuoli (Latijn: Puteoli) verspreid over Campanië, onder meer in Benevento. 
De archeologische aanwijzingen voor een Isisverering in Benevento kenden weinig tot geen aandacht totdat de Duitse egyptoloog H.W. Müller (1907-1991) erover publiceerde. Het gaat om talrijke Egyptische beelden die tevoren ontdekt waren in Romeinse graven. De beelden, of stukken ervan, stammen zowel uit de tijd van de oudere dynastieën van farao’s als uit de recente dynastie der Ptolemeeën. Tijdens een van de opgravingen werd een beeld van keizer Domitianus aangetroffen gekleed als farao. De opgravingen uit 1903 leverden de meeste vondsten op. De ploeg archeologen bestond uit Almerico Meomartini (1850-1923), afkomstig uit Benevento, met O. Marucchi (1852-1931) en L. Savignoni (1864-1918). Zij publiceerden hun bevindingen in de Notizie degli Scavi in 1904, zonder dat dit de aandacht trok.
Een complete beschrijving van de Isistempel in Benevento dateert van het jaar 1969. Deze is opgesteld door H.W. Müller onder de titel Isiskult im antiken Benevent. Hij was de eerste die de aandacht trok op de omvang die de Isiscultus in Beneventum kende.

## Foto's

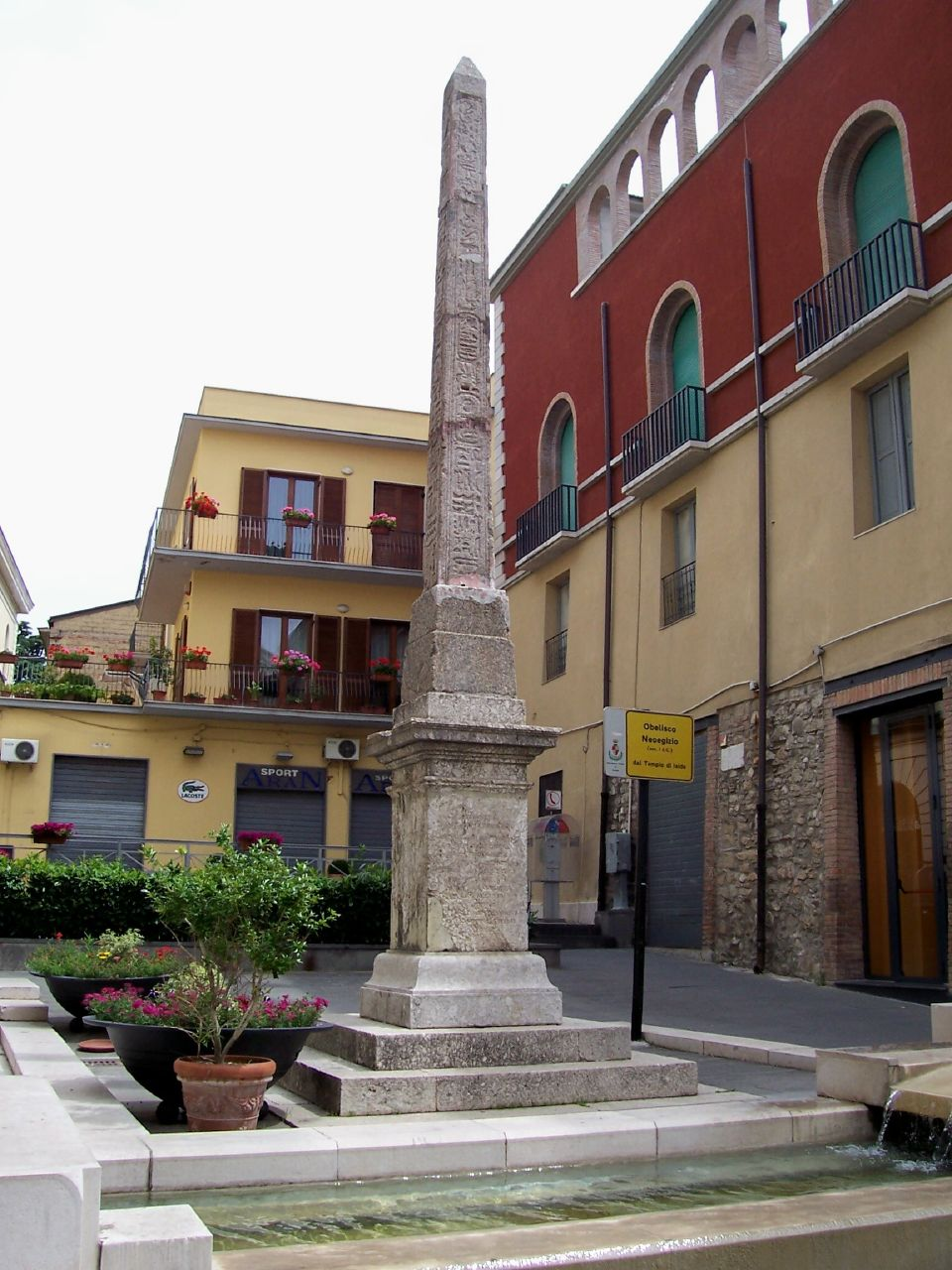
Obelisk in Benevento
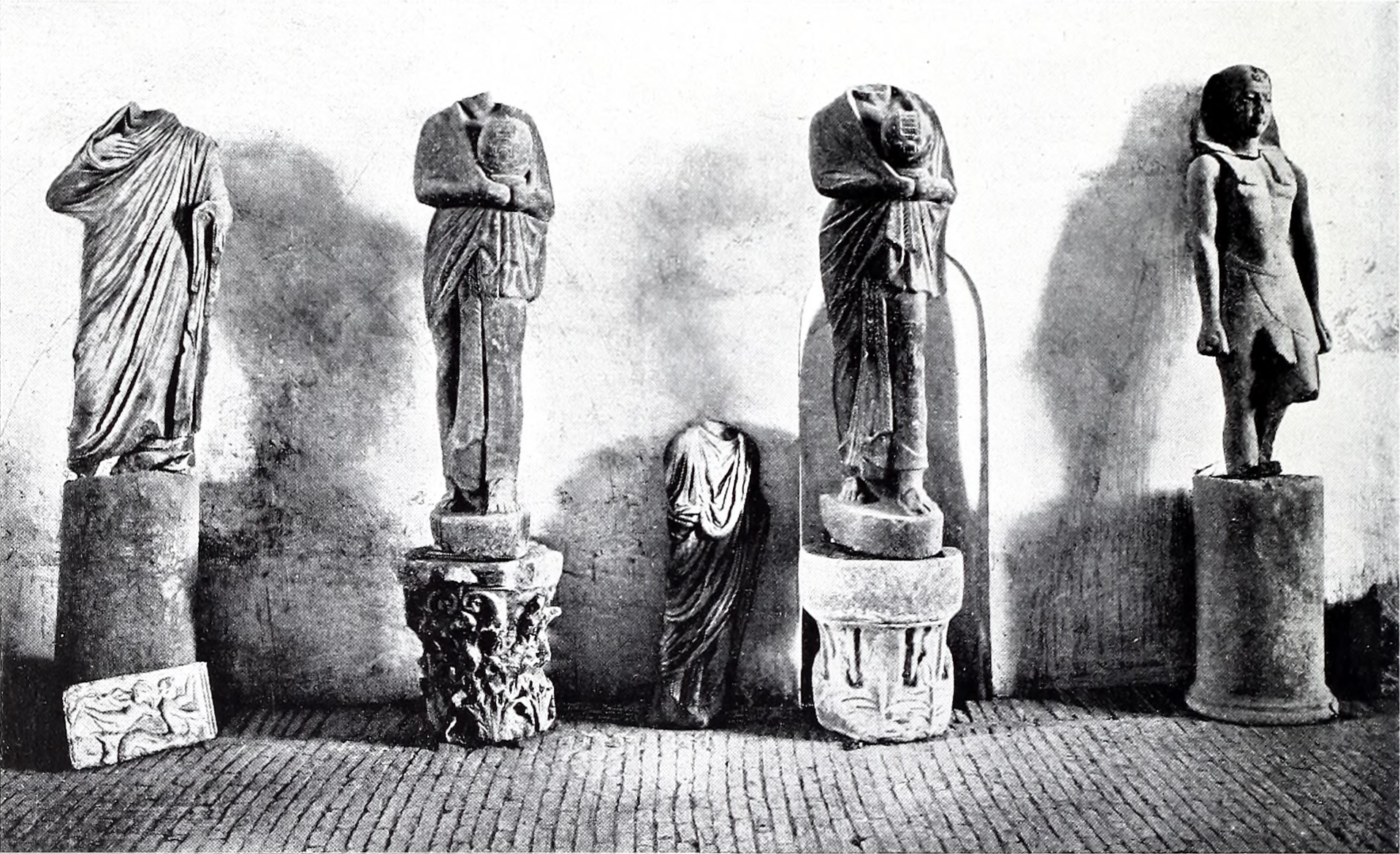
Opgravingen in 1903
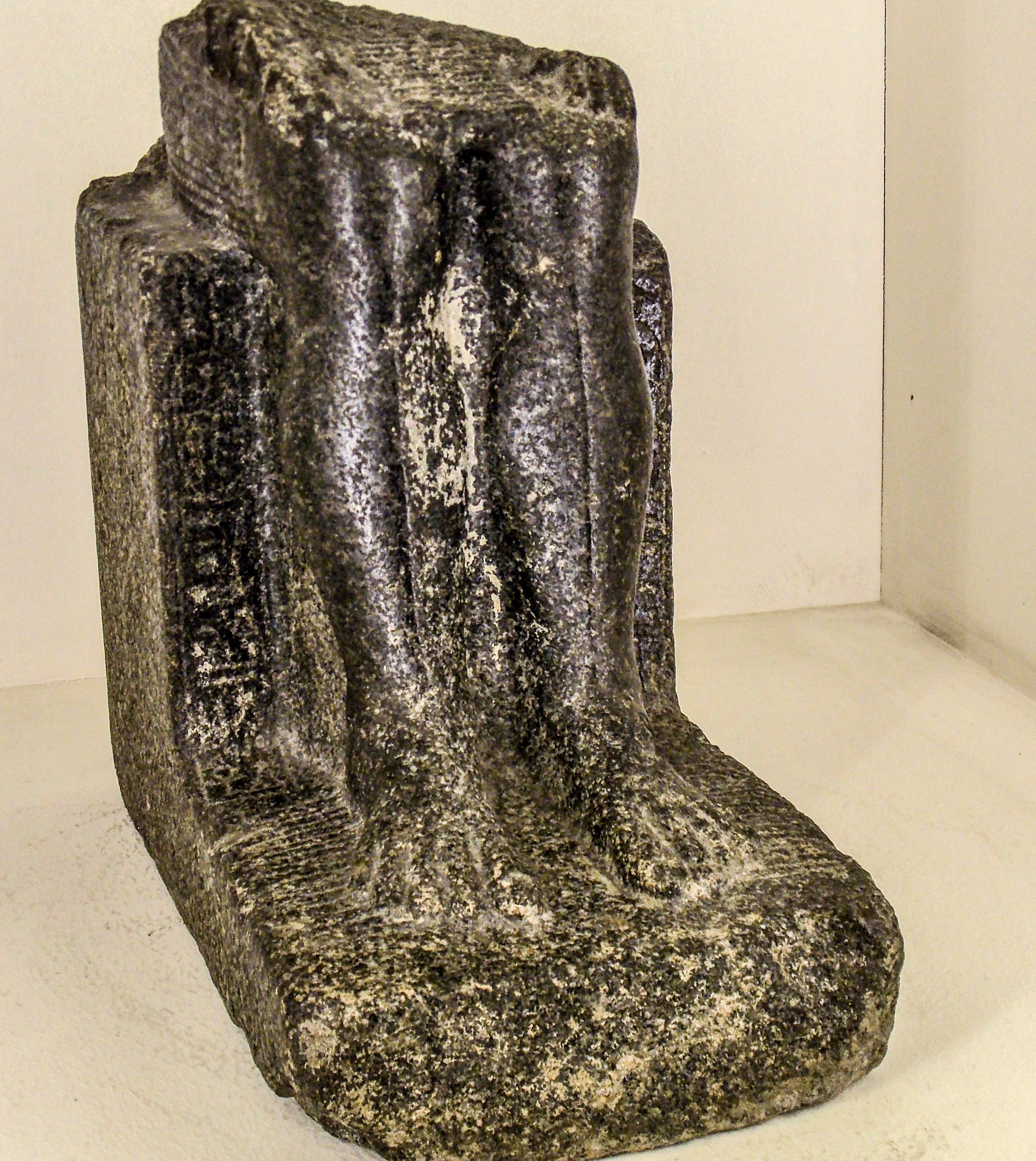
Troon en benen van farao Mershepsesra